# 郑江 (元朝)
郑江（？—1271年），河间人，元朝将领，郑义之子，郑泽的弟弟。
郑泽年老，郑江代其職。世祖忽必烈北征阿里不哥，郑江被賜金符，授侍衛親軍副都指揮使，判武衛軍事，兼景州軍民人匠長官。中統三年（1262年），李璮在濟南叛元，忽必烈令各州縣長官子弟充千戶，於是以郑江之子郑郇為千戶，領景州新簽軍千餘人，在王馬橋战胜，諸王哈必赤賞銀五十兩。李璮平定后，郑郇以例罷职。郑江升為武衛親軍都指揮使，賜虎符，不久改屬左衛。至元八年（1271年），跟随攻打襄陽，战死，郑郇襲其職。